# Tomasz Burzyński
Tomasz Burzyński (ur. 6 grudnia 1834 w Radomiu, zm. 24 maja 1904 w Warszawie) – powstaniec styczniowy, zesłaniec syberyjski. 
W 1856 rozpoczął studia prawnicze na uniwersytecie w Kijowie. Wraz z Leonem Głowackim i Grzegorzem Wasilewskim przyjechał do Warszawy jako emisariusz tajnych organizacji spiskowych. Jesienią 1861 aresztowany w Kijowie i odstawiony do Cytadeli Warszawskiej. Po uwolnieniu, od końca grudnia 1863 do końca marca 1864 był referentem Wydziału Spraw Wewnętrznych Rządu Narodowego. Aresztowany w wyniku obciążających zeznań Rafała Krajewskiego, skazany na karę śmierci. 30 lipca 1864 karę zamieniono na 10 lat katorgi w Usolu na Syberii. Po pewnym czasie otworzył tam sklep spożywczy, z czego się utrzymywał wraz z żoną. Po powrocie do Warszawy w 1883 został adwokatem przysięgłym. 
Był autorem książki Wspomnienia z czasów młodości, wydanej w 1892.